# Décennie 1810 en arts plastiques
Chronologie des arts plastiques
Années 1800 - Années 1810 - Années 1820
Cet article concerne les années 1810 en arts plastiques.

## Événements
- 15 août 1810 : inauguration de la colonne Vendôme[1].

- 27 janvier 1816 : exil de David en Belgique après les Cent-Jours[2].
- Ordonnance du 21 mars 1816 : en France, l'Académie de peinture et sculpture et l'académie d'architecture sont réunies au sein de l'Académie des beaux-arts[3].
- 1er juillet 1816 : le British Museum achète les marbres d'Elgin, ensemble de sculptures comprenant l'essentiel de la  frise, des frontons et des métopes du Parthénon, emportés de Grèce par Lord Elgin[4].

- 1816-1817 : le sculpteur néoclassique danois Bertel Thorvaldsen (1770-1844) restaure à Rome le fronton du temple d'Égine, ensemble de sculptures découvert en 1811[5].

- 19 novembre 1819 : le musée du Prado est inauguré à Madrid[6].
- 1819 : création en Russie d'une Société pour l’encouragement des artistes (académique)[7].

## Réalisations
- 1810-1813 : Les Désastres de la guerre, série de gravures de Goya[8].
- 1810-1814 : Fabrication de la poudre dans la Sierra de Tardienta[9] et Fabrication de balles dans la Sierra de Tardienta[10], toiles de Goya.

- 1812 : 

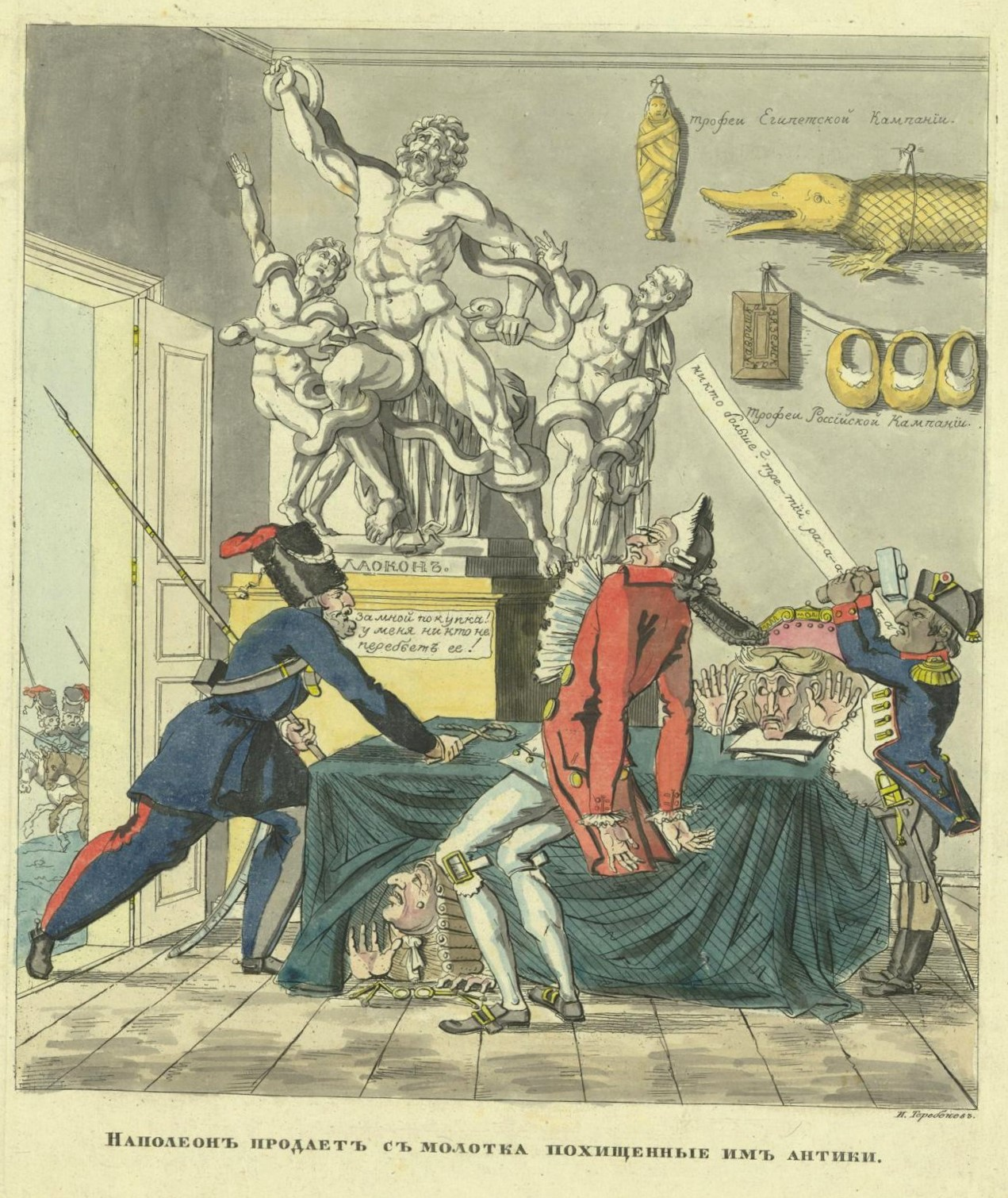
Napoléon vend aux enchères les antiquités qu'il a volées, Ivan Terebenev.

  - Officier de chasseurs à cheval de la garde impériale chargeant, toile de Géricault[11].
  - William Turner présente sa toile Hannibal traversant les Alpes[12].
  - le sculpteur et graveur russe Ivan Terebenev (ru) publie ses  Caricatures antifrançaises, estampes dans la tradition du loubok[7].
- Octobre 1814 : David expose publiquement dans son atelier de la Sorbonne Léonidas aux Thermopyles quelques jours avant le Salon[13].
- 1814 : 
  - Le Cuirassier blessé, toile de Géricault[14].
  - le peintre français Jean Auguste Dominique Ingres peint La Grande Odalisque[15].
  - le peintre espagnol Francisco Goya dénonce la cruauté de la guerre dans La Charge des mamelouks (Dos de mayo[16]) et Les Fusillades du 3 mai (Tres de mayo[17]) .

- 1817 : Entrée de Henri IV à Paris, toile de François Gérard[18].
- 1818 : La Mort de Léonard de Vinci, toile de Ingres[19].

- 1818-1819 : Théodore Géricault peint Le radeau de la Méduse, dont le réalisme fait scandale[20].